# Indaiá do Aguapeí
Indaiá do Aguapeí é um distrito do município de Flórida Paulista, no interior do estado de São Paulo.

## História

### Formação administrativa
- Decreto nº 21.437 de 30/05/1952 - Cria a 2.ª subdelegacia de polícia na localidade conhecida por Indaiá, no distrito e município de Flórida Paulista[3].
- Distrito criado pela Lei n° 2.456 de 30/12/1953, com sede no povoado de Indaiá e terras do distrito de Flórida Paulista[4][5].

## Geografia

### Demografia

#### População urbana
| Crescimento população urbana | Crescimento população urbana | Crescimento população urbana | Crescimento população urbana |
| Censo                        | Pop.                         |                              | %±                           |
| ---------------------------- | ---------------------------- | ---------------------------- | ---------------------------- |
| 1960                         | 455                          |                              | —                            |
| 1970                         | 398                          |                              | −12,5%                       |
| 1980                         | 387                          |                              | −2,8%                        |
| 1991                         | 712                          |                              | 84,0%                        |
| 2000                         | 598                          |                              | −16,0%                       |
| 2010                         | 649                          |                              | 8,5%                         |
| Fonte: IBGE e Fundação SEADE |                              |                              |                              |

#### População total
Pelo Censo 2010 (IBGE) a população total do distrito era de 856 habitantes.

### Área territorial
A área territorial do distrito é de 145,430 km².

### Rodovias
O principal acesso ao distrito é a estrada vicinal Flórida Paulista - Indaiá do Aguapeí - Tabajara - Lavínia.

## Serviços públicos

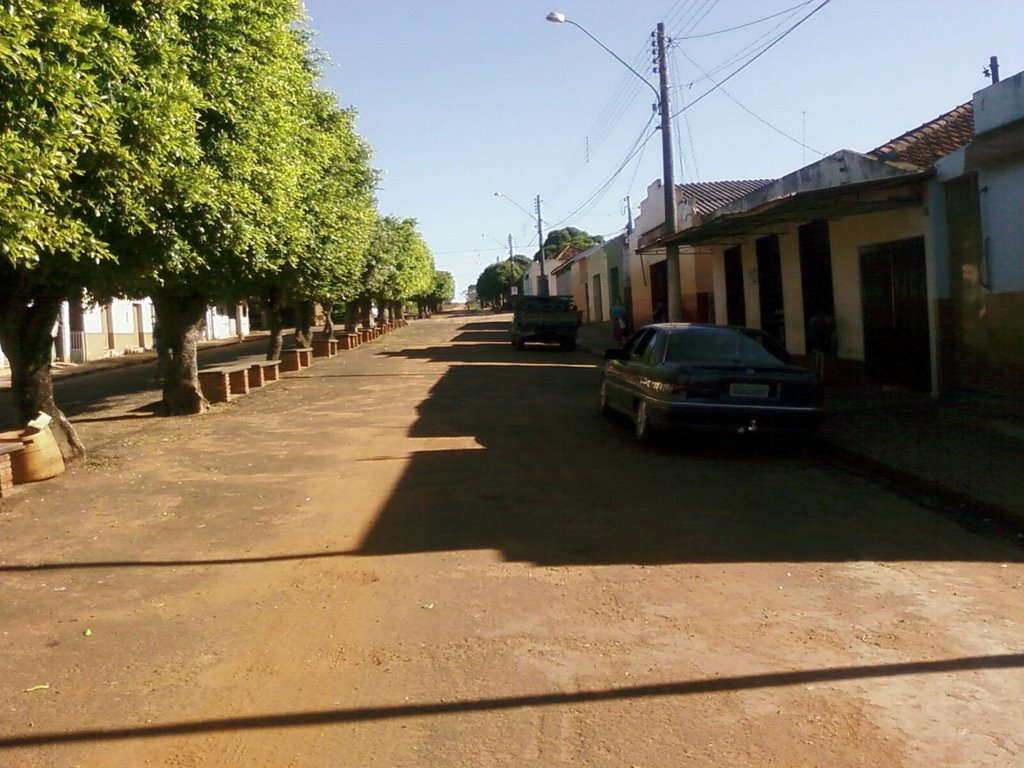
Aspecto local.

### Registro civil
Atualmente é feito no próprio distrito, pois o Cartório de Registro Civil das Pessoas Naturais ainda continua ativo. Os primeiros registros dos eventos vitais realizados neste cartório são:
- Nascimento: 17/01/1955
- Casamento: 19/02/1955
- Óbito: 21/01/1955

### Saneamento
O serviço de abastecimento de água é feito pela Companhia de Saneamento Básico do Estado de São Paulo (SABESP).

### Energia
A responsável pelo abastecimento de energia elétrica é a Neoenergia Elektro, antiga CESP.

### Telecomunicações
O distrito era atendido pela Telecomunicações de São Paulo (TELESP), que inaugurou a central telefônica utilizada até os dias atuais. Em 1998 esta empresa foi vendida para a Telefônica, que em 2012 adotou a marca Vivo para suas operações.

## Atividades econômicas

### Usina de açúcar e álcool
Próximo ao distrito está instalada uma usina de açúcar e álcool, a Usina Floralco, importante fonte de geração de emprego e renda. Mas a unidade produtora de açúcar e etanol teve falência decretada em 2017, e foi arrematada em leilão em 2019.
Com capacidade diária de aproximadamente 230 mil litros de etanol e 15 mil sacas de açúcar, os equipamentos da Usina Floralco podem voltar a operar em outras localidades, pois a região apresenta baixa produtividade agrícola para a cana-de-açúcar.

## Religião

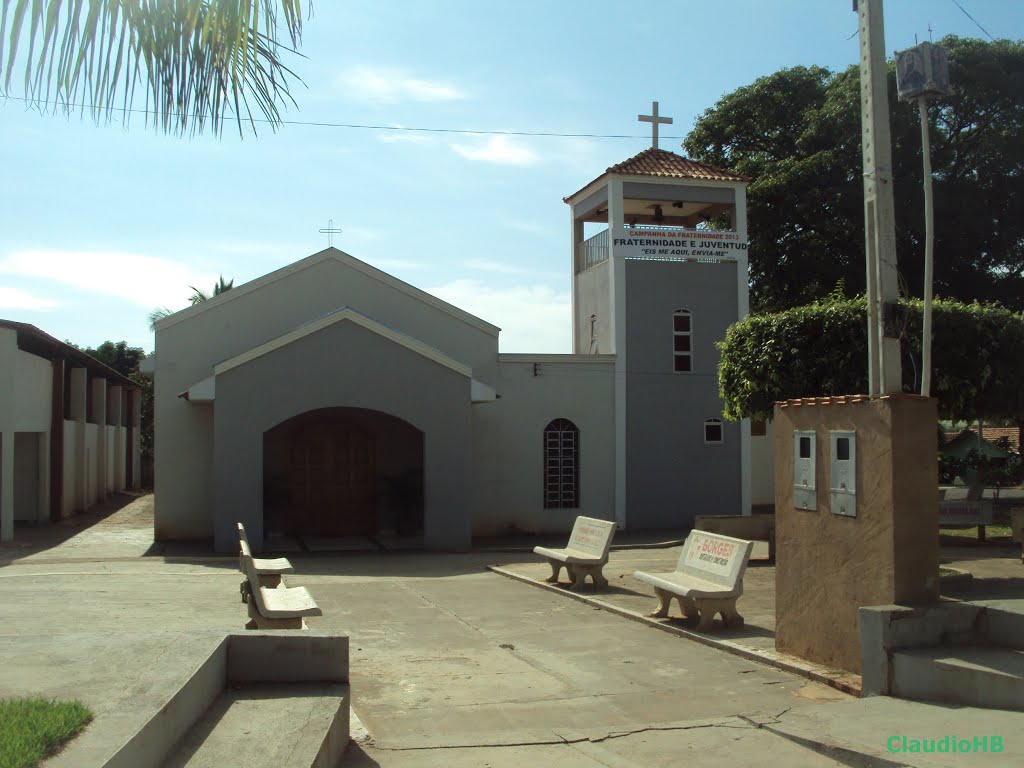
Igreja.

O Cristianismo se faz presente no distrito da seguinte forma:

### Igreja Católica
- A igreja faz parte da Diocese de Marília[20].

### Igrejas Evangélicas
- Assembleia de Deus - O distrito possui uma congregação da Assembleia de Deus Ministério do Belém, vinculada ao Campo de Adamantina[21][22]. Por essa igreja, através de um início simples, mas sob a benção de Deus, a mensagem pentecostal chegou ao Brasil. Esta mensagem originada nos céus alcançou milhares de pessoas em todo o país, fazendo da Assembleia de Deus a maior igreja evangélica do Brasil[23].
- Congregação Cristã no Brasil[24].